# Trenino turistico

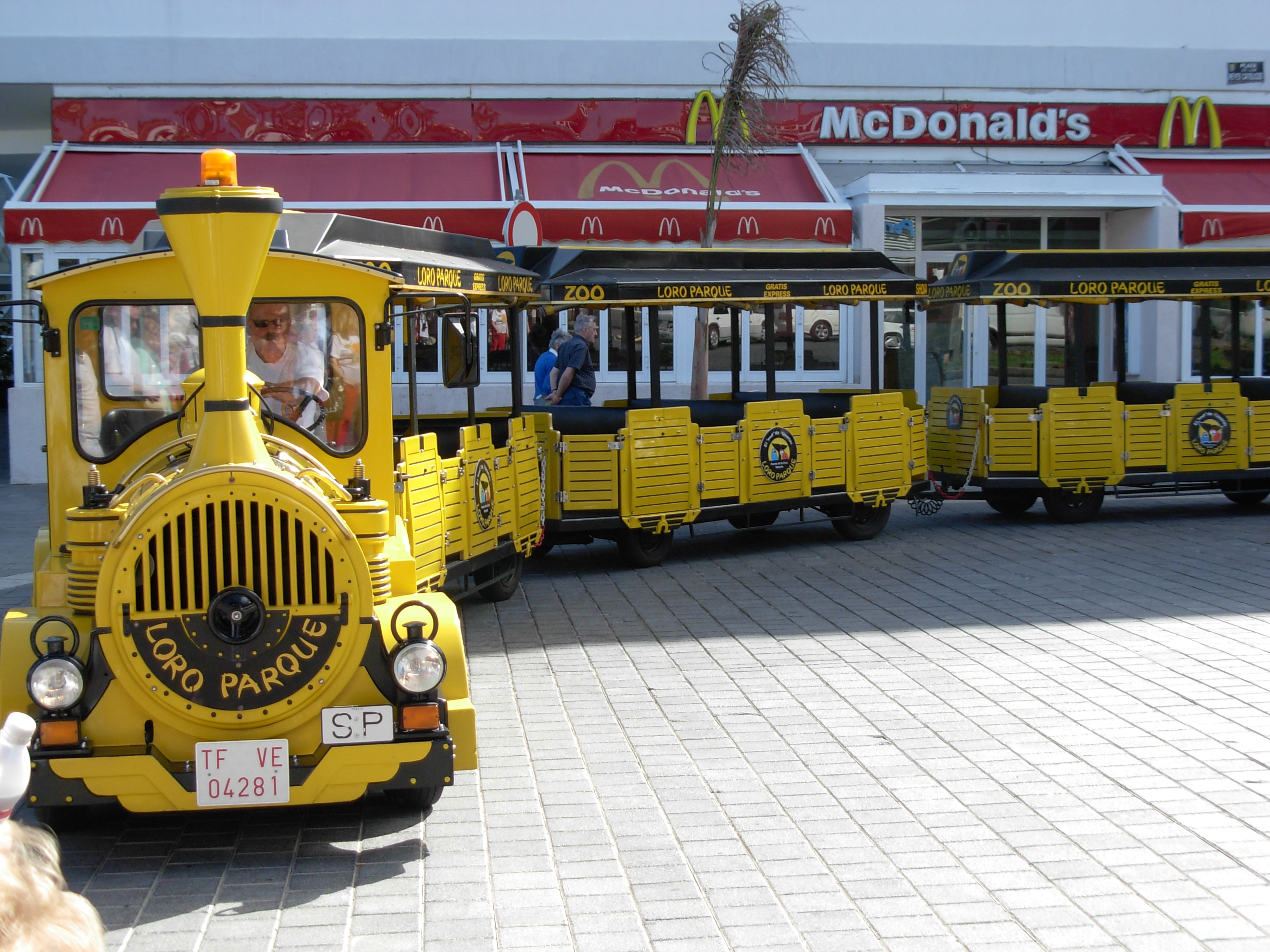
Un trenino turistico a Tenerife (Spagna)

Un trenino turistico (detto anche trenino stradale, trenino gommato o trenino lillipuziano) è un complesso di veicoli finalizzato esclusivamente al trasporto su strada di persone per scopi turistico-ricreativi, e attrezzato in modo da essere idoneo ed appropriato a tale utilizzo.
Generalmente è composto da un trattore stradale che traina uno o più rimorchi collegati l'uno all'altro, e il tutto ha un aspetto estetico che ricorda quello dei mezzi di trasporto ferroviari.
Veicoli simili ma senza le fattezze di treni possono essere utilizzati per il trasporto di merci o bagagli per brevi distanze, ad esempio nei complessi industriali o negli aeroporti.

## Tecnologia

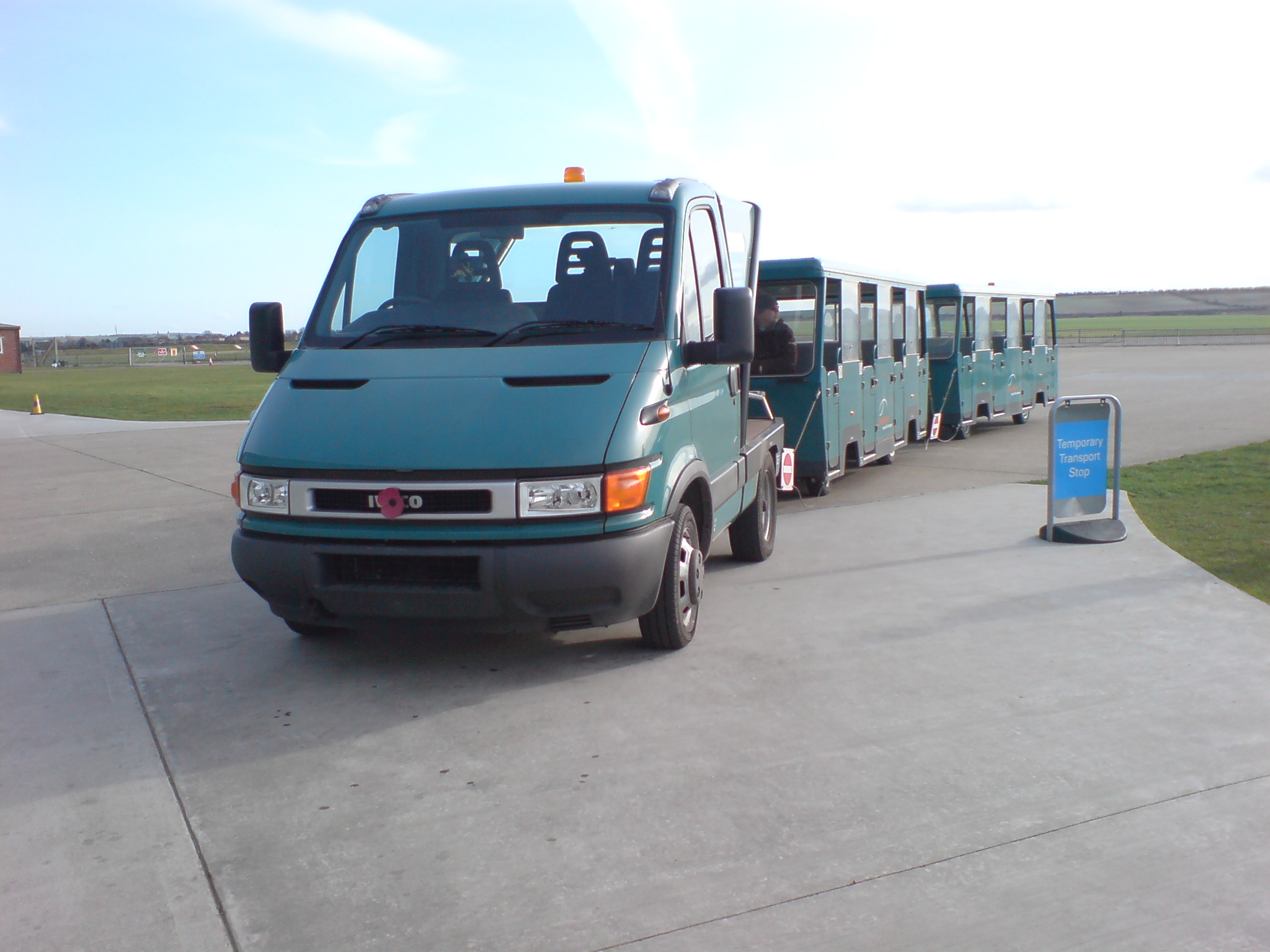
Furgone utilizzato come motrice di un trenino turistico allo Imperial War Museum Duxford, (Regno Unito)

Generalmente i trenini turistici sono composti da una motrice (trattore stradale) con la forma di una locomotiva, che traina uno o più rimorchi con l'aspetto di carrozze ferroviarie. Il trattore può essere mosso da un motore a combustione interna o da un motore elettrico. Solitamente sul tetto della motrice e su quello dell'ultimo vagone deve essere installata una luce lampeggiante, per segnalare l'ingombro del mezzo.
Le carrozze possono ospitare un numero variabile di persone (solitamente tra 6 e 40) in posti a sedere orientati solo nel senso di marcia oppure in entrambi i sensi. I tetti dei vagoni (sui quali vengono spesso montati pannelli pubblicitari) sono quasi sempre in metallo o vetroresina, mentre i lati possono essere aperti o chiusi tramite vetri fissi, finestrini apribili o teli in plastica trasparente. Le carrozze possono essere dotate di vari accessori: sedili imbottiti, illuminazione interna ed esterna, tetto trasparente, pedane per facilitare la salita e la discesa, spazio attrezzato con scivolo per i disabili, rastrelliera esterna porta-sci e porta-passeggini, pulsanti di prenotazione fermata e/o di arresto di emergenza, altoparlanti collegati a un impianto sonoro installato nella cabina della motrice (che spesso permette al conducente di parlare tramite un microfono o riprodurre un commento vocale e/o della musica in accompagnamento al viaggio).
Le carrozze sono solitamente divise in scompartimenti, ognuno dei quali è chiuso da uno sportello o da una catena (solitamente salita e discesa sono possibili solo sul lato della corsia di marcia) come misura di sicurezza per prevenire la caduta dei passeggeri durante la marcia. La carrozzeria dei vagoni e della motrice è realizzata in fibra di vetro o alluminio.
Come nei normali veicoli stradali, il trattore (che può avere trazione anteriore, posteriore o integrale) è guidato attraverso la movimentazione di un volante. Le ruote anteriori sono alimentate dal loro asse singolo o doppio, mentre i carrelli seguenti sono condotti attraverso timoni accoppiati tra di essi. I convogli semplici di breve lunghezza possono essere allestiti con carri ad asse singola o doppia con asse sterzante anteriore, mentre i treni più grandi dispongono di una locomotiva a quattro ruote sterzanti per mezzo di collegamenti meccanici. Le quattro ruote sterzanti permettono ai treni di sterzare con meno spazio laterale, permettendo ai vagoni di curvare in maniera precisa mantenendo esattamente lo stesso percorso della locomotiva e descrivendo un raggio costante di arco. Questo aggiunge l'impressione di trovarsi su un veicolo su rotaie. Le connessioni tramite i timoni tra i vagoni hanno spesso un effetto ammortizzatore durante l'accelerazione e la frenata del mezzo.

## Aspetto
Alcuni treni turistici hanno un aspetto funzionale e moderno, altri sono costruiti e decorati con forme che ricordano i vecchi treni a vapore, altri ancora hanno caratteristiche stilistiche mirate all'uso che ne viene compiuto.

## Storia
Il merito dell'invenzione dei trenini turistici su strada come sono conosciuti oggi appartiene all'azienda che ancora oggi è leader mondiale in questo settore, l'italiana Dotto Trains, di Castelfranco Veneto (provincia di Treviso), il cui fondatore Ivo Dotto fu la prima persona ad avere l'idea di dotare di pneumatici i trenini in miniatura, liberandoli dal vincolo del percorso obbligato dei binari.

## Usi pubblici
I treni turistici sono spesso utilizzati per il trasporto di turisti in luogo di altri mezzi di trasporto pubblico e possono essere impiegati in servizi stagionali o annuali, collegando tra loro attrazioni come musei e zoo o altre destinazioni turistiche ed aree di interesse. Spesso il trenino è di per sé un'attrazione turistica e ludica, compiendo un viaggio lungo un percorso circolare che inizia e termina in una fermata stabilita (in molti casi vi sono più fermate lungo il percorso) e potendo solitamente percorrere anche le zone adibite ad isole pedonali.
I trenini sono utilizzati anche in spazi chiusi, per esempio nei centri commerciali come intrattenimento per i bambini: i convogli utilizzati per questo scopo sono generalmente più piccoli e hanno meno potenza.

## Usi privati

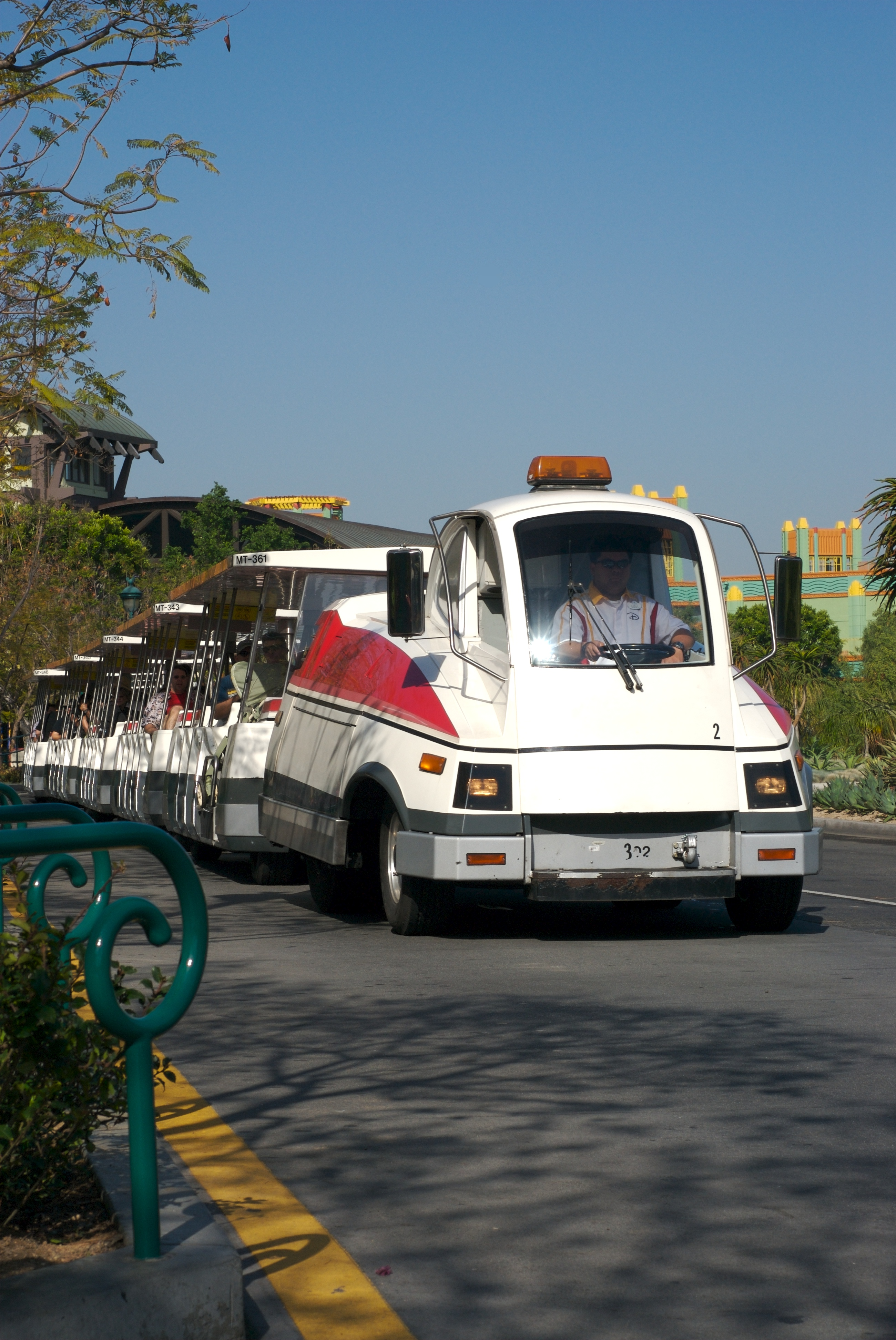
Parking lot tram a Disneyland, California

Gli stessi treni turistici usati come mezzi pubblici possono anche essere adibiti ad uso esclusivo dei clienti di strutture ricettive, fiere o parchi di divertimento, come sistemi di trasporto interni, come collegamento tra le attrazioni e le aree di parcheggio oppure come attrazioni a sé stanti.

## Treni per bagagli aeroportuali
I convogli per il trasporto e lo smistamento meccanizzato dei bagagli utilizzati nei terminal aeroportuali hanno meccanismi di guida e sterzo simili a quelli dei trenini turistici, anche se sono più piccoli, non appaiono esteticamente come treni e hanno un'unità motrice progettata anche per altri scopi oltre a quello del trasporto dei bagagli.

## Normativa

### Normativa italiana
Secondo la normativa italiana i trenini turistici:
- sono complessi di veicoli atipici
- possono essere composti da una motrice ed un massimo di tre rimorchi
- sono soggetti a omologazione, autorizzazione alla circolazione, immatricolazione e revisione annuale. L'obbligo di targa, oltre la motrice, riguarda l'ultimo carro
- l'immatricolazione è subordinata al rilascio dell'autorizzazione dell'impresa o collettività in cui verranno utilizzati